# أدريان سيزر
أدريان سيزر (بالإنجليزية: Adrian Caesar)‏ هو شاعر أسترالي، ولد في 1955 في مانشستر في المملكة المتحدة.